# Mark Volman

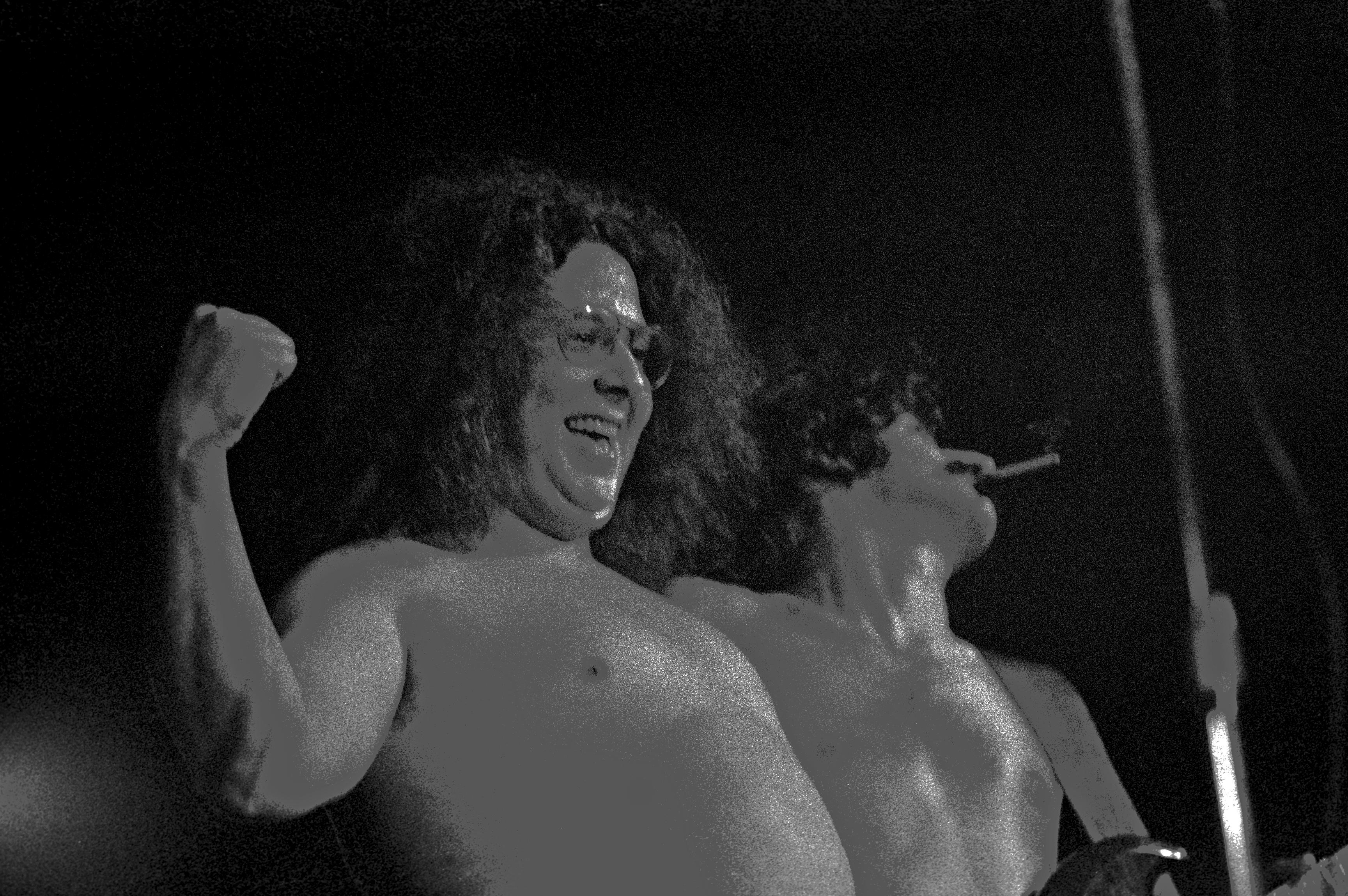
Mark Volman 1971 gemeinsam mit Frank Zappa in Hamburg

Mark Volman (* 19. April 1947 in Los Angeles, Kalifornien) ist ein US-amerikanischer Rockmusiker, der vor allem als Sänger bekannt geworden ist. Mitte der 1960er Jahre gründete er zusammen mit Howard Kaylan die Rockgruppe The Turtles, die damals etliche Top-Ten-Hits (Happy together, Elenore und It Ain’t Me, Babe) hatte und Weltruhm genoss.

## Leben und Werk
Volman verbrachte seine Kindheit in der Stadt Westchester bei Los Angeles. An der Schule lernte er den gleichaltrigen Howard Kaylan kennen. 1965 stieß er zu dessen Band „The Nightriders“. Aus den Nachtreitern wurde bald die Gruppe „Crossfire“, auf die wiederum ein bekannter Discjockey aufmerksam wurde, der sofort deren Management übernahm. Die Band benannte sich erneut um und genoss kurz darauf über einen Zeitraum von fünf Jahren Weltruhm als The Turtles (siehe dort).
Die Turtles brachen 1970 auseinander. Mark Volman  und sein Bruder im Geiste, Howard Kaylan, machten dennoch ein weiteres Jahrzehnt lang international Furore, diesmal als das Satire-Popduo Flo & Eddie (siehe dort). Volman arbeitete seit 1970 mit über 100 namhaften Rock- und Popgrößen zusammen, mal als Produzent, mal als Backgroundsänger.
Im nicht mehr ganz jugendfrischen Alter von 45 Jahren schrieb sich Mark Volman 1992 an einer Hochschule ein, legte sieben Jahre später seinen Abschluss als Master of Fine Arts mit dem Schwerpunkt „Drehbuchautor“ ab. An der Loyola Marymount Universität erwarb er den akademischen Grad Bachelor of Arts in „Kommunikation“ und „Kunst“. An dieser Hochschule und am Los Angeles Valley College war er von 1997 bis 2004 Lehrer und machte seine Schüler der Fachbereiche Kommunikation und Kunst fit in Sachen „Musik-Geschäft“ und „Industrie“.
Im Jahr 1997 gründete Mark Volman die Firma Ask Professor Flo. Das Unternehmen bietet Dienstleistungen in den Bereichen Musik, Beratung und Produktion an. Im selben Jahr entstand sein erstes Buch – ein Leitfaden zur Selbsthilfe für aufstrebende „Musiker und Leute, die hoffen, in der Musikindustrie zu überleben“, wie Volman erläutert.
Heute hat Mark Volman eine Professur am Institut Curb School of Entertainment and Music Business der Belmont University in Nashville und hält an etlichen weiteren Hochschulen Seminare, Workshops und Kurse ab.

## Diskografie (Auswahl)

### Flo & Eddie
- Flo & Eddie: Illegal, Immoral and Fattening – 1974
- Flo & Eddie: Rock Steady – 1981

### Als Backgroundsänger
- T. Rex: T. Rex – 1970 (nur Seagull Woman)
- T. Rex: Electric Warrior – 1971
- Mothers of Invention: Fillmore East – 1971
- Mothers of Invention: Just Another Band from L.A. – 1972
- T. Rex: The Slider – 1972
- John Lennon: Some Time in New York City – 1972 (Live Jam)
- Roger McGuinn: Peace on You – 1973
- Ray Manzarek: The Whole Thing Started with Rock’n’Roll – 1975
- Stephen Stills: Illegal Stills – 1976
- California Dreaming (Soundtrack) – 1979
- Alice Cooper: Flush the Fashion – 1980
- Bruce Springsteen: Hungry Heart – 1980
- Blondie: Autoamerican – 1980
- Al Stewart: Live/Indian Summer – 1981
- Jefferson Airplane: Jefferson Airplane – 1989
- Bruce Springsteen: Live – 1991
- Ramones: Mondo Bizarro – 1992
- Yoko Ono: Ono Box – 1992
- Steely Dan: Citizen Steely Dan – 1993